# Babbacombe Bay
Babbacombe Bay är en vik i Storbritannien.   Den ligger i riksdelen England, i den södra delen av landet, 260 km väster om huvudstaden London.